# (2383) Bradley
(2383) Bradley es un asteroide perteneciente al cinturón de asteroides, descubierto el 5 de abril de 1981 por Edward Bowell desde la Estación Anderson Mesa (condado de Coconino, cerca de Flagstaff, Arizona, Estados Unidos).

## Designación y nombre
Designado provisionalmente como 1981 GN. Fue nombrado Bradley en homenaje a Martin y Maud Bradley amigos del descubridor.